# ۴ روباه
۴ روباه یک ستاره است که در صورت فلکی روباهک قرار دارد.